# Narges Abyar

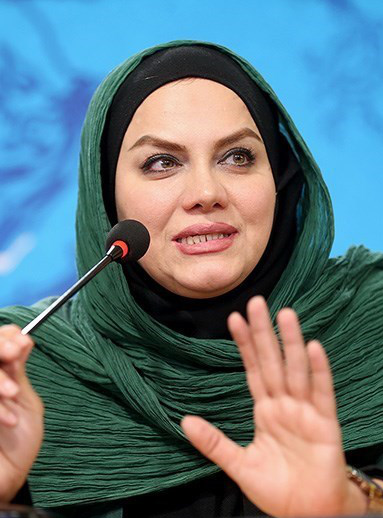
Narges Abyar, 2014

Narges Abyar (persisch نرگس آبیار; * 8. August 1970 in Teheran) ist eine iranische Filmregisseurin, Autorin und Drehbuchautorin.

## Leben und Werk
Abyar hat einen Bachelor in persischer Literatur. Sie hatte bereits 30 Geschichten und Romane für Kinder, junge Erwachsene und Erwachsene veröffentlicht, bevor sie sich dem Film zuwandte. Ihr Interesse daran begründet sie mit der starken Wirkung visueller Medien auf die menschliche Wahrnehmung. Sie setzt sich künstlerisch viel mit dem Iran-Irak Krieg auseinander, wobei sie mit iranischen Konventionen des Kriegsfilmgenres bricht. So stehen bei ihr weibliche Figuren mit einem skeptischen Blick auf den Krieg im Vordergrund, die sich Geschlechternormen entziehen. Von Konservativen wird sie deshalb als anti-islamisch und gegen Kriege im Allgemeinen wahrgenommen und kritisiert. In einem Interview mit Ana Diamond 2018 weist sie diese Kritik bezogen auf ihren Film "Breath" zurück. Darin ginge es nicht primär um ein Kind, das sich weigert muslimischen Konventionen zu entsprechen. Vielmehr wolle sie mit der jungen Hauptfigur Bahar eine Geschichte von verlorener Unschuld in Kriegszeiten erzählen. Auch sei sie keine strenge Pazifistin, sondern sie wolle auf die Folgen von Kriegen hinweisen.
2006 erschien Abyars erster Kurzfilm, "Kind Dead End" und 2007 ihre erste Dokumentation mit dem Titel "One Day After the 10th Day". Ihre Karriere als Regisseurin begann mit dem Film „Objects in Mirror Are Closer than They Appear“, der im Jahr 2013 erschien. Es folgten "Der Graben 143", "Breath" und "When the Moon Was Full", für die sie sowohl das Drehbuch schrieb als auch Regie führte. "Breath" war 2018 die offizielle iranische Einreichung für die Kategorie "Best Foreign Film" bei den 75. Golden Globe Awards sowie den 90. Academy Awards. Damit war sie die erste Frau, die den Iran als Filmemacherin bei den Oscars vertrat. Unter die letzten fünf Nominierten schaffte sie es jedoch bei beiden Auszeichnungen nicht.
2020 wurde Narges Abyar der Preis für erfolgreiche und führende Frauen in der Islamischen Welt des Fernseh- und Medienunternehmens „Hum Network Limited“ zuerkannt. Beim 6. Herat International Women's Film Festival war sie als Jurorin tätig.

## Auszeichnungen
- 2013. Nominierung für Best Film beim Asian New Talent Award des Shanghai International Film Festival für Objects in Mirror
- 2014: Nominierung für Best Film beim Fajr Film Festival für Der Graben 143
- 2016: Best Director beim Jury Prize des Tallinn Black Nights Film Festival für Breath
- 2016: National Award Best Film beim Fajr Film Festival für Breath
- 2016: Best Feature beim Women Film Maker's Section Award des Dhaka International Film Festival für Der Graben 143
- 2016: Nominierung für Best Motion Picture of the Year sowie Best Original Screenplay beim Jury Prize der iranischen Film Critics and Writers Association für Breath
- 2017: Best Director beim VIWIFF Award des Vancouver International Women in Film Festival für Breath
- 2019: Nominierung beim Grand Prix for the Best Film des Tallinn Black Nights Film Festival für When the Moon Was Full
- 2019: Nominierung für Best Director beim Jury Prize des Tallinn Black Nights Film Festival für When the Moon Was Full
- 2019: Best Film beim Audience Award des Tallinn Black Nights Film Festival für When the Moon Was Full
- 2019: Nominierung für Best Screenplay beim Fajr Film Festival für When The Moon Was Full
- 2019: Best Director beim Fajr Film Festival für Pinto
- 2020: Nominierung für Best Director beim Hafez Award für When the Moon Was Full
- 2020: Best Screenplay – Motion Picture beim Hafez Award für When the Moon Was Full, gemeinsam mit Morteza Esfahani
- 2021: Nominierung für Best Director beim Fajr Film Festival für Pinto
- 2021: Audience Award Best Film beim Fajr Film Festival für Pinto

## Filmografie (Auswahl)
- 2013: Objects in Mirror Are Closer than They Appear (Ashya dar ayeneh)
- 2014: Der Graben 143 (Shiyar-e 143)
- 2016: Breath (Nafas)
- 2019: When the Moon Was Full (Shabi Ke Mah Kamel Shod)
- 2021: Pinto (Ablagh)